# 戀愛強迫症
戀愛強迫症或恋爱強迫障碍是一种心理障礙，尽管精神疾病診斷與統計手冊并未将其归类为任何特定的心理障礙，但戀愛強迫症与依恋障碍、边缘性人格障碍和情愛妄想有類似之處。 

## 成因及症狀
戀愛強迫症可能源于童年时代的创伤，亦有可能對對方一見鍾情。在这种狀態下，患者會不斷思考是否應該談戀愛，亦害怕談上一場失敗的戀愛。症状包括無法忍受對方不在的時間，並且會不斷幻想對方以及不斷花費時間尋找對方。為了填補空虛，患者亦會不斷制作和查看對方的相片。視乎患者所受對方的吸引力，戀愛強迫症患者若感到自己和對方的關係受到威脅，可能會对自己或他人進行攻擊行為。 若此狀態无限期持续下去，便有可能需要进行心理治疗。
2019年11月，婚姻网站（common.com）報告說，尽管Netflix节目把這種情形描述為精神疾病「有些夸张」，但仍有人谈论戀愛强迫症。

## 例子
作家莉兹·霍奇金森稱自己是戀愛强迫症的受害者，在长达50年的时间里，只有通过心理治療才得以抒解。他说：“我相信，对于戀愛强迫症，时间根本无法治愈。這種经历可以比喻作编织时的一针一线斷了，再也不能繼續下去。从那时起，繼續编织下去都不會是正确的，除非我们重新开始。” 

## 在流行文化中

### 书本
《安眠書店》，是2014年一部由卡洛琳·凱普尼斯所描寫關於戀愛強迫症的惊悚小說。這部小说被翻译成19种语言，并改编成同名电视连续剧。

### 电视節目
在2018年，卡洛琳·凱普尼斯所撰写的惊悚小說在2018年9月編成同名电视连续剧《安眠書店》。在2018年12月時，它只吸引了有限的观众，之后才变得更受欢迎，并在Netflix上取得了关键性的成功。在媒体播出後的第一季，就得到超过4300万的观众。 而其第二季小说《Hidden Bodies》亦將于2019年12月26日在Netflix上独家发行。2020年1月14日，该系列又續签了第三季，定于2021年发行。

## 參看
- 戀愛哲學
- 精神疾病
- 愛情
- 關係強迫症